# Salmento (sjö i Kouvola, Kymmenedalen)
Salmento är en sjö i kommunen Kouvola i landskapet Kymmenedalen i Finland. Sjön ligger 84,06 meter över havet. Den är 8,28 meter djup. Arean är 54 hektar och strandlinjen är 7,17 kilometer lång. Sjön  ingår i Kymmene älvs huvudavrinningsområde.   Den ligger omkring 60 km norr om Kotka och omkring 150 km nordöst om Helsingfors. 